# 高橋聡 (経営者)
高橋 聡（たかはし そう、1977年4月26日 - ）は、日本の実業家。アスク工業株式会社代表取締役社長。株式会社トランビ代表取締役。

## 経歴
長野県長野市出身。長野県長野高等学校卒業後、アメリカに留学をする。米デポール大学情報システム学科を卒業した後、2001年アクセンチュア株式会社に入社。2005年に、父が創業したアスク工業株式会社に入社。2010年に、アスク工業株式会社の代表取締役社長に就任。入社以来、毎年のように後継者不在を理由に廃業していく仕入先・取引先を目の当たりにする中で、事業承継問題に大きな危機感を感じるようになった。2011年には、日本初となる中小企業による中小企業のための事業承継・M&Aプラットフォーム『TRANBI（トランビ）』をスタート。
- 2005年 - アスク工業株式会社入社
- 2010年 - アスク工業株式会社代表取締役社長就任
- 2011年 - 事業承継・M&Aプラットフォーム事業『TRANBI（トランビ）』をスタート
- 2016年4月 - 株式会社アストラッドに分社化し、サービスを有料化
- 2017年3月 - 日本銀行金融高度化センターのワークショップにてプレゼンテーションを実施
- 2018年3月 - 日本銀行金融高度化センターのワークショップにてプレゼンテーションを実施
- 2018年4月 - 株式会社アストラッドを株式会社トランビに社名変更

## 書籍
- 『後継者不在の問題は、ネットで解決! 会社は、廃業せずに売りなさい』 （2018年6月28日、実業之日本社 ISBN 978-4-408-33802-6）
- 『起業するより会社は買いなさい サラリーマン・中小企業のためのミニM&Aのススメ 』（2019年8月22日、講談社 ISBN 978-4-065-16856-1)